# پایپاسترل پانترا
پایپاسترل پانترا (به انگلیسی: Pipistrel_Panthera) یک هواگرد ملخ‌پیشین تک‌موتوره از نوع هواگرد سبک ساخت شرکت Pipistrel است. هواگرد پایپاسترل پانترا نخستین پروازش را در ۴ آوریل ۲۰۱۳ میلادی انجام داد. این هواگرد در سال 2013 Part 23 certification anticipated for ۲۰۱۵ میلادی رسماً معرفی گردید.